# Udal law
La udal law è un sistema legale di origine norrena, presente nelle isole Shetland, nelle isole Orcadi, in Scozia e nell'isola di Man. Esso è strettamente correlato all'Odelsrett.

## Storia
La udal law venne codificata dai re Magnus I "il buono" e Magnus VI. Il trattato di Perth trasferì le Ebridi Esterne e l'isola di Man alla Scots law mentre la Norse law è ancora applicata nelle Shetland e Orcadi.
Le Corti di giustizia della Scozia hanno intermittentemente riconosciuto la supremazia della udal law in questioni di proprietà fino ai giorni nostri. Le maggiori differenze con la Scots law riguardano i diritti di proprietà della terra, importanti per il trasporto a mezzo di oleodotto e l'interramento dei cavi.
La udal law vige generalmente nelle Shetland e Orcadi, assieme alla Scots law.
Mentre nel resto della Gran Bretagna la proprietà della terra riguarda soltanto la superficie, e la Corona è proprietaria di ciò che si trova nel sottosuolo, nelle Orcadi e nelle Shetland essa si estende anche a ciò che si trova sotto.